# Actinote reducta
Actinote reducta är en fjärilsart som beskrevs av Jordan 1913. Actinote reducta ingår i släktet Actinote och familjen praktfjärilar. Inga underarter finns listade i Catalogue of Life.